# AL-LAD
AL-LAD, также известный как 6-аллил-6-нор-ЛСД, представляет собой психоделический препарат и структурный аналог диэтиламида лизергиновой кислоты (ЛСД).  Он описан Александром Шульгиным в книге TiHKAL (Триптамины, которые я узнал и полюбил). Он синтезируется исходя из NO-LSD в качестве предшественника, используя аллилбромид в качестве реагента.

## Эффекты

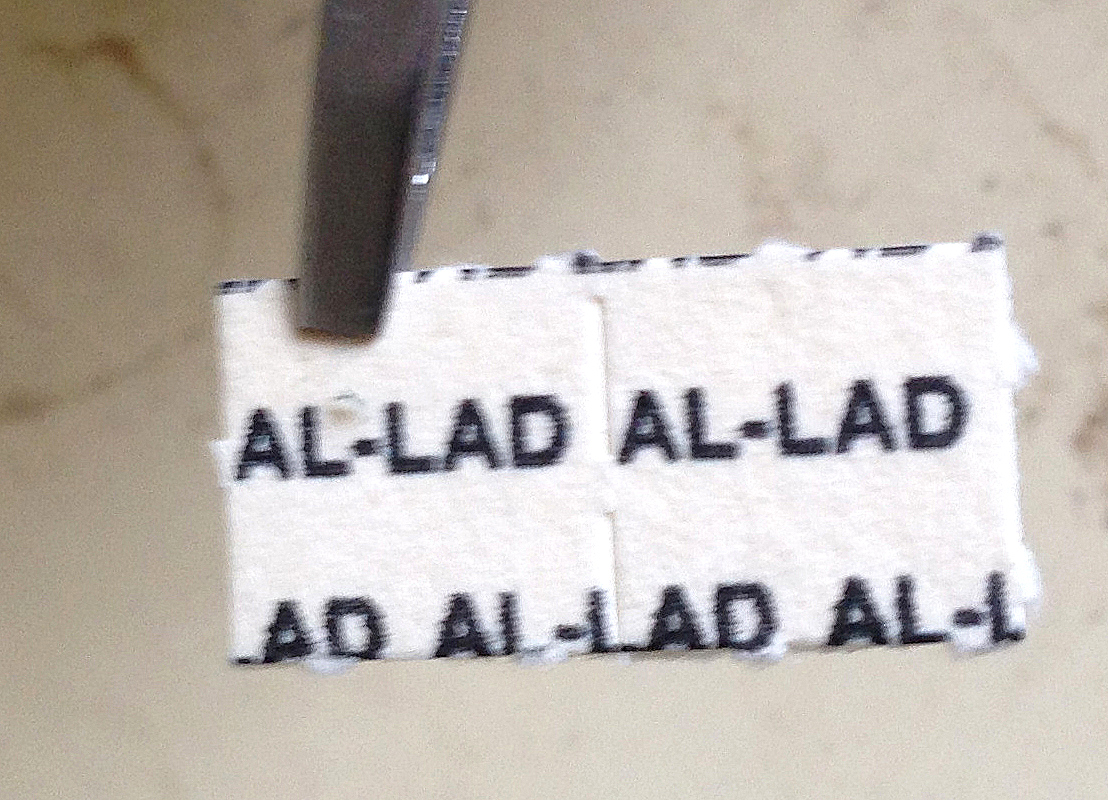
AL-LAD нанесенный на "марки"

Хотя AL-LAD имеет несколько иные эффекты, чем ЛСД, и, по-видимому, немного короче, их действенности аналогичны,  активная доза AL-LAD составляет от 50 до 150 мкг. AL-LAD имеет известную, но короткую и очень необычную историю рекреационного использования человеком, которая возникла в Ирландии и Великобритании, но распространена на международном уровне.

## Правовой статус
AL-LAD не является запрещенным ООН Конвенцией о психотропных веществах.

### Россия
AL-LAD является незаконным в России. ПОСТАНОВЛЕНИЕ
от 19 ноября 2012 г. N 1178. Все производные LSD вне закона.

### Дания
AL-LAD является незаконным в Дании.

### Латвия
AL-LAD, возможно, является незаконным в Латвии. Хотя он официально не запрещен, его можно рассматривать как структурный аналог ЛСД в связи с поправкой, сделанной 1 июня 2015 года.

### Швеция
AL-LAD добавлен Риксдагом в Закон о наркотических препаратах в соответствии со шведским списком I («вещества, растительные материалы и грибы, которые обычно не имеют медицинского применения») по состоянию на 26 января 2016 года, опубликованное агентством медицинских продуктов (MPA) в правиле HSLF-FS 2015:35, обозначенный как 6-аллил-6-нор-LSD, AL-LAD и 6-аллил-N,N-диэтил-9,10-дидегидроэрголин-8-карбоксиамид.

### Великобритания
AL-LAD является незаконным в Великобритании. 10 июня 2014 года Британский консультативный совет по злоупотреблению наркотиками (ACMD) рекомендовал, чтобы AL-LAD был специально указан в Законе о злоупотреблении наркотиками в Великобритании как препарат класса А, несмотря на то, что он не выявил никакого вреда, связанного с его использованием.  Хоум-офис Великобритании принял этот совет и объявил о запрете вещества, которое будет принято 6 января 2015 года в рамках Закона о злоупотреблении наркотиками 1971 года (поправка) (№ 2).

### США
AL-LAD не является контролируемым веществом на федеральном уровне в Соединенных Штатах , но AL-LAD можно юридически считать аналогом ЛСД, и в этом случае за продажу или владение с целью потребления людьми можно быть привлеченным к ответственности в соответствии с Федеральным законом об аналогах.

### Израиль
AL-LAD является незаконным в Израиле (29 января 2018 года, комиссия Кнессета по здравоохранению одобрила просьбу минздрава о запрете AL-LAD).